# Me☆セーラーマン
「Me☆セーラーマン」（ミスター・セーラーマン）は、1984年8月1日にトーラスレコードからリリースされた早見優の10枚目のシングル。(初の両A面シングル）

## 概要
表題曲「Me☆セーラーマン」の "Me☆"(ミスター) は作詞者の三浦徳子による造語で、"私（にとって）のスター" を意味する。
「ビューティフル ライバル」は、「1985 夏季ユニバーシアード 神戸大会」のテーマソングとして使用された。なお、この曲には非売品プロモシングル盤が存在する。
「ビューティフル ライバル」の後に、ミニドラマ3部作の第1作『YOUのミニ・ストーリー "ジョナスとミリア" (前編)』が収録されている。

## 収録曲
1. Me☆セーラーマン
作詞：三浦徳子 / 作曲：林哲司 / 編曲：茂木由多加
2. ビューティフル ライバル
作詞：薄木麻子 / 補作詞：Jun＆Jim / 作曲：小田裕一郎 / 編曲：大谷和夫

YOUのミニ・ストーリー "ジョナスとミリア" (前編)